# Last days of the century (album)
Last days of the century is het tiende studioalbum van Al Stewart. Het behaalde geen enkele hitnotering. De single Port of Portugal kon daar niets aan veranderen. De musici die op dit album meespeelden, zijn deels dezelfde als die op zijn album Year of the cat. Het album is opgenomen in de Capitol B. Studio in Los Angeles. Tori Amos zong op Last days en Red toupée. Haar eerste eigen album Little Earthquakes kwam uit in 1992.

## Musici
- Al Stewart – zang, gitaar, toetsinstrumenten
- Peter White – gitaar, toetsinstrumenten, accordeon
- Tim Renwick, Steve Farris, Steve Recker – gitaar
- Tim Landers – basgitaar
- Steve Chapman – slagwerk
- Dave Camp – dwarsfluit, saxofoon
- Phil Kenzie – saxofoon
- Lee R Thornburg – trompet
- Robin Lamble, Tori Amos, Carroll Sue Hill - achtergrondzang

## Muziek
Alle titels van Stewart en White, behalve (2) uitsluitend door Stewart en (11) door Stewart en Recker . Track (12) komt alleen voor op de compact disc, niet op de elpee of muziekcassette. 

| Nr. | Titel                       | Duur |
| --- | --------------------------- | ---- |
| 1.  | Last days of the century    | 6:17 |
| 2.  | Real and unreal             | 3:32 |
| 3.  | King of Portugal            | 4:22 |
| 4.  | Red toupée                  | 3:34 |
| 5.  | Where are they now          | 5:55 |
| 6.  | Bad reputation              | 4:54 |
| 7.  | Josephine Baker             | 4:11 |
| 8.  | License to steal            | 3:50 |
| 9.  | Fields of France            | 2:52 |
| 10. | Antarctica                  | 4:04 |
| 11. | Ghostly horses of the plain | 2:26 |
| 12. | Helen and Cassandra         | 4:44 |